# 李树基
李树基（1935年2月—），男，四川遂宁人，中华人民共和国政治人物，曾任中共云南省委常委，云南省人民政府常务副省长，云南省人大常委会副主任。